# California, Kentucky
California är en ort i Campbell County, Kentucky, USA. År 2000 hade orten 86 invånare. Den har enligt United States Census Bureau en area på 1,6 km², varav 0,9 km² är vatten.